# Кенский
Кенский — посёлок в Дмитровском районе Орловской области. Входит в состав Домаховского сельского поселения.

## География
Расположен в 21 км к юго-западу от Дмитровска и в 1,3 км от границы с Комаричским районом Брянской области при впадении в речку Упоройку ручья Юринского. Высота над уровнем моря — 214 м.

## История
Образован в начале XX века как выселки села Упорой. В 1926 году в посёлке было 27 дворов, проживало 184 человека (90 мужского пола и 94 женского). В то время Кенский входил в состав Упоройского сельсовета Круглинской волости Дмитровского уезда. С 1928 года в составе Дмитровского района. В 1937 году в посёлке было 36 дворов. Во время Великой Отечественной войны, с октября 1941 года по август 1943 года, находился в зоне немецко-фашистской оккупации. По состоянию на 1945 год в посёлке действовал колхоз имени Тимирязева. После упразднения Упоройского сельсовета в 1954 году был включён в состав Домаховского сельсовета.

## Население
| 1926 | 1979 | 2002 | 2010 |
| ---- | ---- | ---- | ---- |
| 184  | ↘35  | ↘13  | ↘0   |